# Trumpler 10
Trumpler 10 (C 0846-423) este un roi deschis localizat în constelația Velele. Se pare că a fost descoperit de Nicolas Louis de Lacaille prin 1751-1752, ca localizare, acest roi potrivindu-se bine cu obiectul Nr. II.6 din catalogul său. 
Oficial, roiul a fost descoperit de James Dunlop în 1826 și redescoperit, în mod independent, de  R.J. Trumpler în 1903.
Investigația fotometrică executată în 1962 a avut în vedere 29 de stele din roi și a determinat 19 membri suplimentari posibili.
Din același studiu a rezultat că vârsta minimă a roiului este de 3x107 (30 de milioane) de ani, iar distanța până la Sistemul nostru Solar este de 420 parseci.